# Droga krajowa B217 (Niemcy)
Droga krajowa 217 (niem. Bundesstraße 217, B 217) – niemiecka droga krajowa przebiegająca  z południowego zachodu na północny wschód i łączy miejscowość Hameln i drogi B1 i B83 z drogami B3, B6, B65 i B441 w Hanowerze w Dolnej Saksonii.